# 霍爾茨巴赫河 (奧爾斯巴赫河支流)
50°50′14.38″N 7°13′57.48″E / 50.8373278°N 7.2326333°E
霍爾茨巴赫河（德語：Holzbach），是德國的河流，位於該國西部，處於北萊茵-威斯特法倫州，屬於奧爾斯巴赫河的左支流，河道全長3公里，流域面積2.1平方公里。